# Rosalinda Celentano

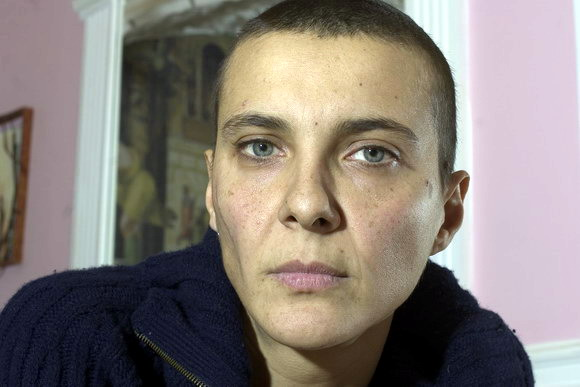
Rosalinda Celentano, 2006

Rosalinda Celentano (* 15. Juli 1968 in Rom) ist eine italienische Schauspielerin. Sie ist die Tochter des italienischen Sängers Adriano Celentano und der Schauspielerin Claudia Mori.

## Leben
Als Künstlertochter kam sie früh in Berührung mit dem Showgeschäft und machte Erfahrungen als Sängerin (sie nahm am Sanremo-Festival 1990 teil), Darstellerin, Fernsehmoderatorin und Quizmasterin. Ihre bekannteste Rolle als Schauspielerin ist die des Satans in Mel Gibsons Glaubensepos Die Passion Christi von 2004.
Celentano stellte Werke als Malerin und Bildhauerin vor und war 2010 neben Lisa Gastoni auf einer Bühnentournee mit dem Stück Sister Cities von Colette Freedman zu sehen, das sie bis 2014 spielte.
2000 und 2002 war sie als Nebendarstellerin für einen David di Donatello nominiert. 2002 wurde sie für ihre Interpretationen in L'amore probabilmente und Paz! mit dem Globo d’oro als beste Nebendarstellerin geehrt.

## Filmografie
- 1988: Treno di panna
- 1995: Palermo Milano – Flucht vor der Mafia (Palermo Milano solo andata)
- 2001: L'amore probabilmente
- 2002: Paz!
- 2003: Johannes XXIII. – Für eine Welt in Frieden (Il papa buono) (Fernsehfilm)
- 2003: Sin Eater – Die Seele des Bösen (The Order)
- 2004: Die Passion Christi (The Passion of the Christ)
- 2005: Der Todestunnel
- 2013: Racconti d'amore